# Frank Dochnal
Frank J. Dochnal (St. Louis, Missouri, 8 oktober 1920 - aldaar, 7 juli 2010) was een Formule 1-coureur uit de Verenigde Staten. Hij reed 1 Grand Prix; de Grand Prix van Mexico van 1963 voor het team Cooper.